# 범어사 조계문
부산 범어사 조계문(釜山 梵魚寺 曹溪門)은 부산광역시 금정구, 범어사에 있는 조선시대의 건축물이다. 2006년 2월 7일 대한민국의 보물 제1461호로 지정되었다.

## 개요
범어사 일주문인 조계문의 중앙 어칸에는‘曹溪門’이라 편액하고 좌우 협칸에는'金井山梵魚寺'와 '禪刹大本山'이라 편액하였으며 조계문이라는 이름은 1718년(康熙57년)에 기록한 《梵魚寺曺溪門 重樑門錄》과 1720년(康熙59년)에 기록한 《梵魚寺大雄殿佛像毘盧殿佛像香積殿石井曺溪門石柱四 階石梯盖石桶記》및 1841년(道光21년)에 기록한 《梵魚寺曹溪門重修上樑文》등에 그 이름이 나타난다.
본 조계문은 자연초석 위에 긴 석조기둥과 짧은 목조기둥을 이어 세운 것으로 초석부분은 1964년 기단을 조성하면서 박석깔기로 덮어 놓았다. 범어사 조계문은 광해군 6년(1614)에 妙全和尙이 창건하였다고 전하나 확실한 근거는 확인할 수 없고 1993년 국립문화재연구소에서 실측조사할 때 어칸 종도리에서 발견된 묵서명에 의하여 숙종 20년 (1694, 康熙33년)에 중창한 것으로 추정되며, 1983년 해체보수 등을 거쳐 현재에 이르고 있다.
우리나라의 일반적인 일주문은 초석 위에 둥근 목조기둥 2주를 세웠으나 본 조계문은 적당히 치석한 둥글고 긴 석조기둥과 짧은 목조기둥 4주를 세워 3칸으로 구성하였다. 이와 유사한 예는 경북 경산시에 있는 환성사 일주문터에 사각형 석주 4주가 남아있으며 목조기둥으로 세워진 경우는 인근지역에 있는 통도사 일주문(1770년에 중건한 것으로 전함) 등 일부가 있다. 석주(石柱)에 대하여는 제주향교, 정의향교(旌義鄕校)나 범어사대웅전 및 자성대(子城臺) 서문, 망미루(望美樓), 동래향교 반화루(攀化樓) 등 해안지방에서 많이 볼 수 있는 수법이다.
본 조계문의 구조는 창방과 평방을 보 방향으로도 뺄목처럼 두어 기둥위에서 마루의 귀틀을 짜듯이 교차시키고 앞 뒤로 2중의 포작을 결구하였는데 이러한 구조로 인하여 발생할 수 있는 전 후면의 창방과 평방의 처짐을 보강하기 위하여 석조기둥 상부에서 창방 밑으로 안초공형식의 계자각 받침을 두었다. 공포의 구성은 공간포 1구씩을 둔 다포계이며 각 제공은 앞뒤로 연결되는 하나의 통재를 사용하여 구조적으로 안정감을 주고 있다. 공포수법은 외3출목으로서 소첨차나 대첨차는 교두형이고 1ㆍ2ㆍ3제공의 쇠서는 수평에 가까우면서 강직한 형태로 되었는데 1ㆍ2제공의 쇠서 하단은 둥글고 단순하지만 3제공의 쇠서 하단은 파형으로 초각하였고 4제공의 쇠서는 날렵한 익공형태로 되어 있어 경내에 있는 조선중기에 중건된 것으로 추정되는 대웅전(보물 제434호)과 유사한 수법이다.
또한 지붕의 형태는 맞배지붕으로 되었는데 이는 대웅전을 비롯하여 비로전, 미륵전, 관음전, 팔상전, 나한전, 옛 명부전, 심검당, 불이문, 천왕문 등 이 모두 맞배지붕으로 되어 있어 서로 같은 수법을 따른 것으로 보인다.
범어사 조계문은 사찰의 일주문이 가지는 기능적인 건물로서의 가치와 함께 모든 구성 부재들의 적절한 배치와 결구를 통한 구조적인 합리성 등이 시각적으로 안정된 조형 및 의장성을 돋보이게 하고 한국전통 건축의 구조미를 잘 표현하여 우리나라 일주문 중에서 걸작품으로 평가할 수 있다.

## 같이 보기
- 범어사

## 참고 자료
- 범어사 조계문 - 국가유산청 국가유산포털